# Micaela Villegas
María Micaela Villegas i Hurtado de Mendoza (Lima, 28 de setembre de 1748 - ibídem, 17 de maig de 1819), més coneguda com La Perricholi, va ser una cantant, empresària i actriu de teatre peruana.

## Controvèrsia sobre el lloc d'origen
Existeix la història fortament arrelada, que va néixer al poble de Tomayquichua (departament d'Huánuco) on existeix una casa que afirmen va ser la seva residència. Encara que no hi ha proves que donin suport a aquesta tradició i s'ignora quin va ser l'origen de la mateixa, molts autors la donen per certa, entre ells Enrique López Albújar i Ricardo Palma.
No obstant això, en tots els documents legals que hi ha sobre Micaela Villegas s'assenyala que era natural de la ciutat de Lima i així ho declara ella mateixa al seu testament.

## Biografia
Va néixer l'any 1748 en la família de Joseph Villegas i Arancibia, originari d'Arequipa, i María Teresa Hurtado de Mendoza i de la Cueva, de Lima. Malgrat les modestes condicions de vida, Micaela Villegas va aprendre a llegir i escriure i des de ben jove es va enamorar de les obres de Lope de Vega i Calderón de la Barca, el cant, la dansa i el teatre, tot i que això es considerava inadequat en el seu moment per a una dona.
Va debutar al Coliseu de Comedias del conegut empresari Maza, i abans dels 20 anys ja era una actriu molt famosa. En aquest període va conèixer el virrei del Perú, de seixanta anys , Manuel de Amat y Junient, amb qui va iniciar una relació que va causar un gran escàndol i de la qual va néixer el seu fill Manuel el 1769.
Al final del seu mandat al Perú, l'any 1776, Amat va tornar a Espanya deixant a la seva amant una rica pensió i diverses propietats. Micaela Villegas va abandonar l'escena l'any 1788 i es va fer càrrec del Coliseu de Comedias juntament amb Vicente Fermín de Echarri, amb qui es casaria el 1795 i del qual va quedar vídua tretze anys més tard.
En l'última etapa de la seva vida es va dedicar a les obres de caritat. Va morir el 1819, als 70 anys.

## El sobrenom
L'origen del sobrenom amb què Michaela Villegas ha passat a la història, La Perricholi, no és clar. Segons algunes interpretacions deriva dels afectes que el virrei feia servir cap a ell (peti-xol, o petit-choli); segons altres, seria, al contrari, una distorsió de l'ofensiva perra chola, i s'hauria estès en els cercles de l'alta societat de Lima que no miraven bé l'actriu.

## En la cultura de masses
Són nombroses les produccions culturals inspirades en la figura de Micaela Villegas. Entre aquestes incloïen la comèdia de Prosper Mérimée Le Carrosse du Saint-Sacrement (1830), l'opereta de Jacques Offenbach La Périchole (1868), la pel·lícula de Jean Renoir The Golden Coach (1952). L'escriptor peruà Alonso Cueto ha publicat una seva biografia en forma de novel·la: La Perricholi, reina de Lima (2019)